# Psiloceras
Genre
Psiloceras désigne un genre éteint de mollusques céphalopodes, appartenant à la sous-classe des ammonites et ayant vécu au début du Jurassique inférieur. Il est très largement répandu dans le monde (Europe, Amériques, Asie, Océanie).

## Description
Contrairement à la plupart des ammonites plus anciennes, la coquille de Psiloceras est lisse (sans ornementation).
L'espèce P. planorbis, marque la base de l'Hettangien et donc de la période du Jurassique.

## Liste des espèces
- † P. planorbis (J.C. Sowerby, 1824)
- † P. becki
- † P. brevicellatum
- † P. calliphylloides
- † P. calliphyllum (Neumayr, 1879)
- † P. costosum
- † P. distinctum
- † P. erugatum
- † P. hagenowi
- † P. marcouxi (Guex, Taylor, Rakus & Bucher, 1998)
- † P. minillaensis (von Hillebrandt, 2000)
- † P. naumanni
- † P. pacificum (Guex, 1980)
- † P. polymorphum (Guex, 1980)
- † P. plicatulum (Quenstedt, 1883)
- † P. primocostatum (von Hillebrandt, 2000)
- † P. psilonotum
- † P. sampsoni
- † P. spelae (Guex, Taylor, Rakus & Bucher, 1998)
- † P. spelae tirolicum (von Hillebrandt & Krystyn, 2009)
- † P. tenerum
- † P. tibeticum (Yin et al., 2007)
- † P. tilmanni (Lange, 1925)